# Saddle Mountains
Die Saddle Mountains bestehen aus einem aufgefalteten antiklinalen Basalt-Grat im Grant County im zentralen Teil des US-Bundesstaates Washington. Der Hauptgrat erreicht maximal 803 Meter Höhe und endet im Osten südlich von Othello nahe dem Fuß der Drumheller Channels. Er setzt sich nach Westen fort, wo er durch die Sentinel Gap (eine vom Columbia River durchflossene Lücke) unterbrochen wird, bevor er in den Ausläufern der Kaskadenkette endet.

## Geologie
Die oberste Schicht der Columbia River Basalt Group in den Saddle Mountains bildet der Saddle Mountain Basalt, welcher zwischen 120 und 240 Metern dick und von Sedimentschichten der Ellensburg-Formation durchzogen ist. Der Saddle Mountain Basalt besteht aus folgenden Basaltflüssen:
- 13 Mio. Jahre alt
  - Umatilla-Member
  - Wilbur-Creek-Member
  - Asotin-Member
- 10,5 Mio. Jahre alt
  - Weissenfels-Ridge-Member
  - Esquatzel-Member
  - Elephant-Mountain-Member
- 8,5 Mio. Jahre alt
  - Bujford-Member
  - Ice-Harbor-Member
- 6 Mio. Jahre alt
  - Lower-Monumental-Member

Der Kordilleren-Eisschild teilte den vorzeitlichen Lauf des Columbia River vor etwa 15.000 Jahren und staute das Wasser zum Lake Spokane auf. Als der Okanogan-Lappen wuchs, wurde der Columbia in die Grand Coulee umgeleitet. Indem er die Region der heutigen Grand Coulee-Dry Falls durchfloss, erreichte der eiszeitliche Columbia das Quincy Basin und vereinigte sich mit dem Crab Creek im Moses Lake, folgte dem Verlauf des Crab Creek südwärts unterhalb der Frenchman Hills und wendete sich westwärts, um entlang der Nordseite der Saddle Mountains weiter zu fließen. Dort vereinigte er sich mit dem ehemaligen und heutigen Verlauf des Columbia River gerade oberhalb des Haupt-Durchbruchs in den Saddle Mountains, des Sentinel Gap. Er erodierte die Nordseite der Saddle Mountains und schuf so die Bedingungen für die Corfu Slide.

## Geographie
| Ort                                                                                        | Koordinaten           |
| ------------------------------------------------------------------------------------------ | --------------------- |
| Ostteil der Saddle Mountains am Zusammentreffen des unteren Crab Creek mit der Corfu Slide | 46° 49′ N, 119° 23′ W |
| Gebiet der Red Rock Coulee                                                                 | 46° 49′ N, 119° 35′ W |
| Sentinel Gap mit Durchbruch des Columbia River                                             | 46° 49′ N, 119° 54′ W |
| Region der Corfu Slide in den Saddle Mountains                                             | 46° 48′ N, 119° 35′ W |

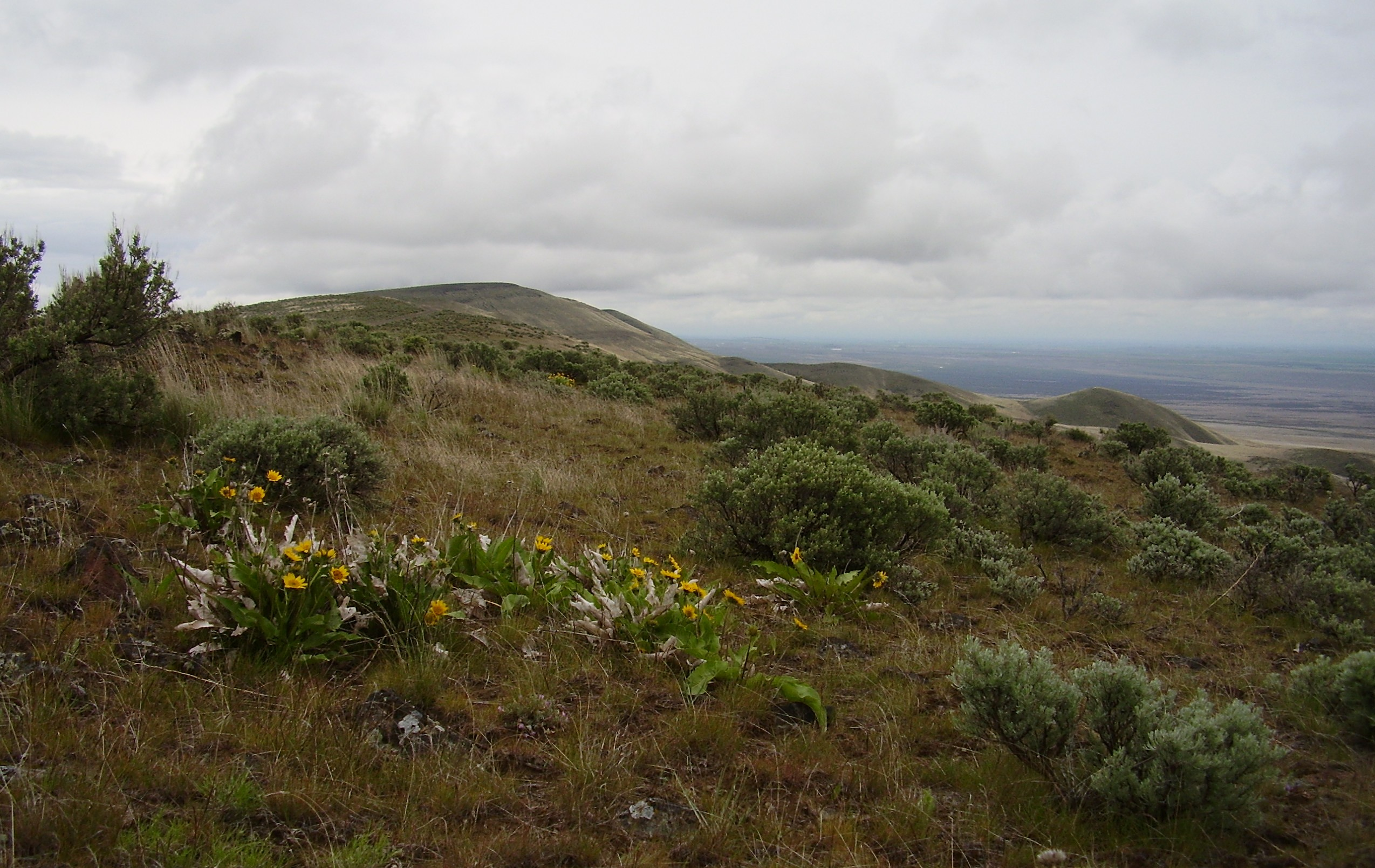
Die Saddle Mountains: Blick vom Hauptgrat nach Osten in das Wahluke Wildlife Refuge (Frühjahr 2007)
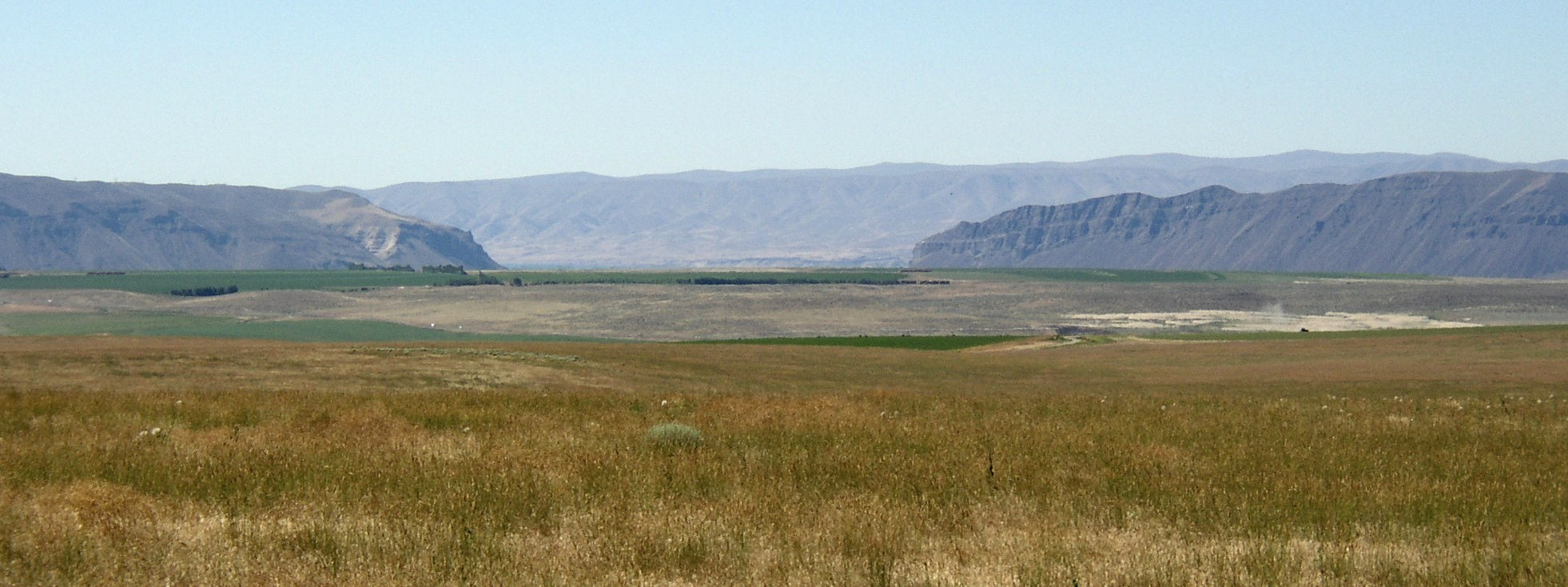
Die „Sentinel Gap“ in den Saddle Mountains von Norden
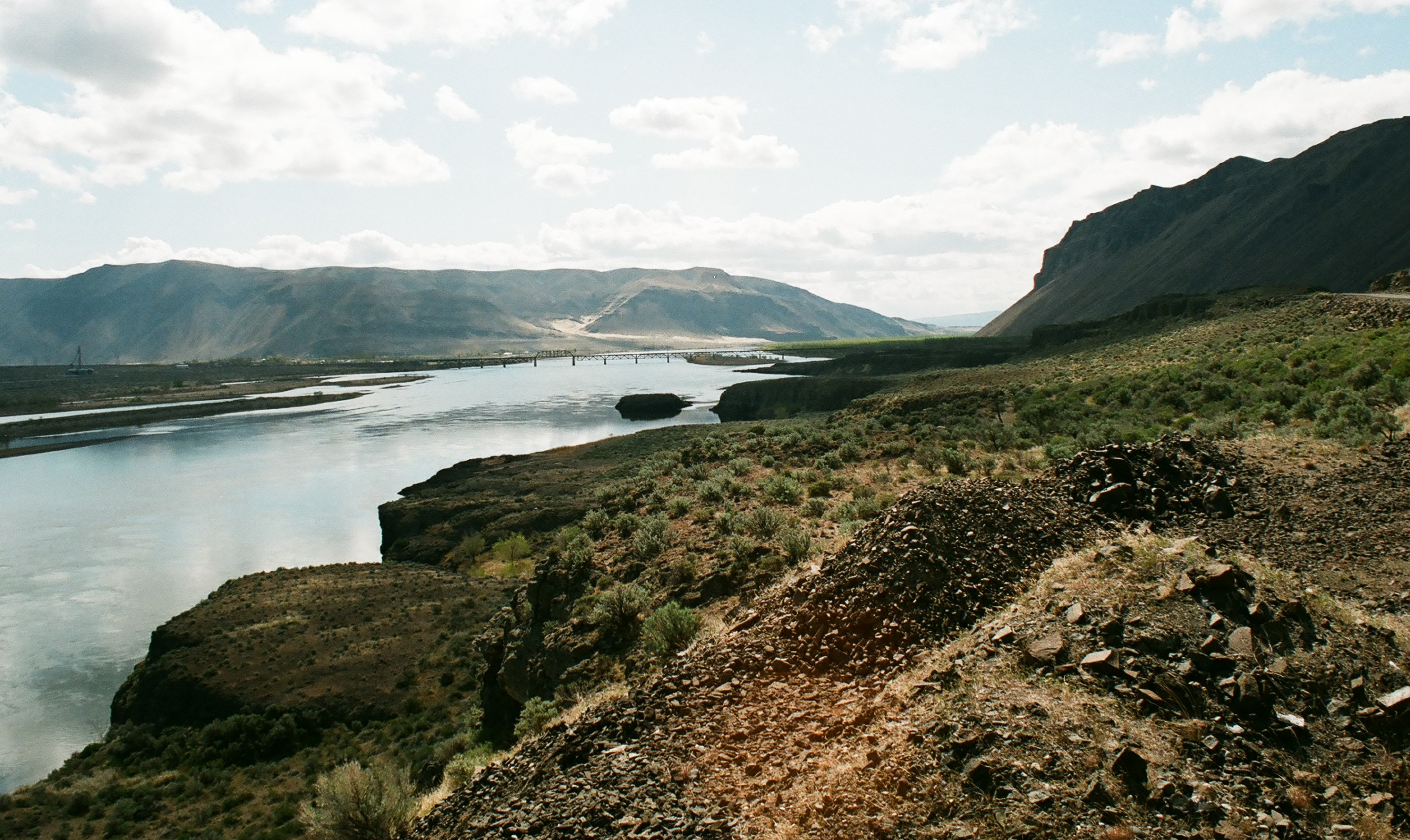
Die „Sentinel Gap“ vom Westufer des Columbia River oberhalb des Wanapum Dam
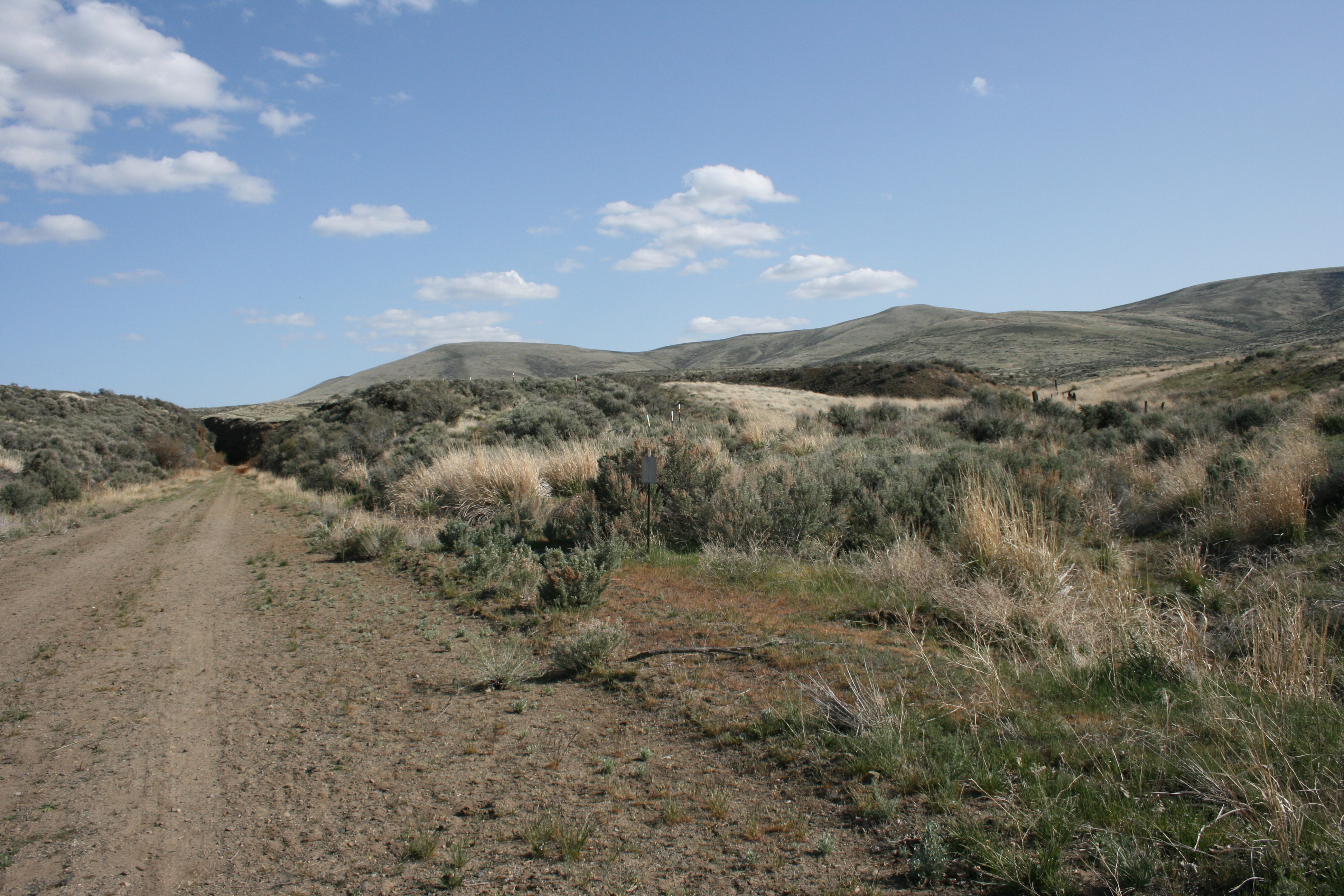
Die Saddle Mountains vom John Wayne Pioneer Trail mit Blick nach Südost auf den Boylston Tunnel